# Christian Saint-Palais
Christian Saint-Palais est un avocat français,, ayant prété serment le 28 décembre 1992.

## Biographie
Né en 1963 à Pau, Christian Saint-Palais intègre en 1995 le cabinet Leborgne. Une de ses premières plaidoiries concerne l’un des militants d’extrême droite impliqués dans le meurtre de Brahim Bouarram, jeune Marocain jeté dans la Seine entre les deux tours de l’élection présidentielle de 1995, affaire dans laquelle Christian Saint-Palais est commis d’office.
Il est ensuite médiatisé comme avocat de Romain Dupuy, criminel schizophrène responsable d'un double homicide à l'hôpital psychiatrique de Pau dans la nuit du 17 au 18 décembre 2004,.
Le 2 mai 2016, il est élu président de l’Association des avocats pénalistes (ADAP).
En juin 2016 il défend Michel Lafon, ancien compagnon de Fabienne Kabou.
Il est également l'ancien avocat de Rédoine Faïd.
Il a été l'un des avocats de Nabilla Benattia dans son procès pour violences volontaires aggravées envers son compagnon.
En 2021, il est l'avocat de Jérôme Lavrilleux lors de l'affaire Bygmalion.

## Engagements
En 2022, il signe une tribune appelant à voter Emmanuel Macron au second tour de l'élection présidentielle.